# Adam Steigleder
Adam Steigleder (* 19. Februar 1561 in Stuttgart; † 8. November 1633 in Stuttgart) war ein deutscher Komponist und Organist.
Adam Steigleder war das dritte Kind von Utz Steigleder († 1581), Hof- und Stiftsorganist in Stuttgart. Steigleder studierte zwischen 1575 und 1578 bei Simon Lohet und konnte dank eines Stipendiums des Herzogs Ludwig von Württemberg 1580 bis 1583 seine Studien in Rom fortsetzen. 1583 wurde Steigleder Organist der Stiftskirche Stuttgart und erhielt 1586 Reiseurlaub, den er möglicherweise für weitere Studien in Rom nutzte. 1592 liegen wieder biographische Angaben vor: Nach seiner Hochzeit im Juni in Stuttgart ist er ab Oktober als Organist an der Michaelskirche Schwäbisch Hall nachweisbar. 1595 wurde er nach einem erfolgreichen Probespiel schließlich Organist am Ulmer Münster. 1625 kehrte er nach Stuttgart zurück.
Adam Steigleders einzige erhaltene Kompositionen sind ein Passamezzo mit drei Variationen und eine Toccata primi toni. Ein drittes Werk, eine unter seinem Namen überlieferte Fuga colorata, die in Johann Woltz: Nova musices organicae Tabulatura (Basel, 1617) enthalten ist, stammt eventuell von Giovanni Gabrieli.
Adam Steigleders Sohn Johann Ulrich Steigleder war ebenfalls Komponist und Organist, u. a. an der Stiftskirche Stuttgart.